# Chloropoea eliana
Chloropoea eliana är en fjärilsart som beskrevs av Embrik Strand 1911. Chloropoea eliana ingår i släktet Chloropoea och familjen praktfjärilar. Inga underarter finns listade i Catalogue of Life.